# 1946 v letectví
Tento článek obsahuje seznam událostí souvisejících s letectvím, které proběhly roku 1946.

## Události

### Březen
- 8. března – Bell 47 se stává prvním vrtulníkem certifikovaným pro civilní použití

### Duben
- 24. dubna – založena akrobatická skupina US Navy Blue Angels.[1]

## První lety
- Jakovlev Jak-18
- Supermarine Seafang

### Leden
- 7. ledna – Iljušin Il-12
- 19. ledna – Bell X-1 (bezmotorový let)

### Únor
- 28. února – Republic XP-84 Thunderjet, prototyp 45-54975

### Březen
- 4. března – CAC CA-15
- 9. března – Mráz M-1 Sokol
- 31. března – Percival P.40 Prentice

### Duben
- 23. dubna – Bell L-39, americký experimentální letoun
- 24. dubna – MiG I-300, první sovětský proudový letoun
- 24. dubna – Jakovlev Jak-15 (tři hodiny po I-300)
- 27. dubna – McDonnell XHJH Whirlaway, americký experimentální vrtulník

### Květen
- 17. května – Douglas XB-43, první americký proudový bombardér, prototyp 44-61508

### Červen
- 7. června – Short Sturgeon, prototyp RK787
- 25. června – Northrop XB-35, bombardér ve tvaru létajícího křídla, prototyp 42-13603

### Červenec
- 7. července – Hughes XF-11
- 27. července – Supermarine Attacker, prototyp TS409

### Srpen
- 8. srpna – Convair XB-36, prototyp 42-13570
- 27. srpna – Avia S-92

### Září
- 11. září – Lavočkin La-150
- 11. září – North American XFJ-1, prototyp prvního proudového letounu ve službě u US Navy

### Říjen
- 2. října – Vought F6U Pirate

### Listopad
- 11. listopadu – Sud-Ouest SO.6000 Triton, první francouzský proudový letoun
  - Short Solent
- 13. listopadu – Suchoj Su-9
- 16. listopadu – Saab 90 Scandia, prototyp SE-BCA

### Prosinec
- 12. prosince – Westland Wyvern, prototyp TS371